# عقرب أريحا
عقرب أريحا (الإسم العلمي : Nebo hierichonticus)، هو نوع من العقارب في عائلة Diplocentridae .

## الوصف
يمكن أن يصل طول عقرب أريحا إلى 14 سم (5.5 بوصة).  ويتراوح لون جسده الأساسي من اللون البني الفاتح أو البني المائل للإحمرار إلى البني الداكن. لون أرجلها تميل للإصفرار. الميتاسوما لهذه العقارب رفيع البنية بينما الامسة القدمية والكلاب كبيرة الحجم. قاعدة اللادغ لهذا العقرب (الحويصلة) بيضاوية الشكل، مع إبرة قصيرة جدًا ( دبير ). سم هذا النوع من العقارب يعتبر قوي للغاية، ويسبب النزيف والنخر، لكن تأثير اللدغة على الإنسان تعتبر هامشية وضعيفة ، دون أي عوارض طويلة المدى.

## التوزيع والموائل
يتواجد هذا النوع من العقارب في الشرق الأوسط ( لبنان ، سوريا ، الأردن ، فلسطين ) وفي مصر في شبه جزيرة سيناء. يعيش تحت الصخور والحجارة وفي الحفر العميقة التي يحفرها بنفسه في الصحاري وفي المناطق الجبلية، سواء القاحلة أو شبه القاحلة.